# Lista över politiska partier i Frankrike
Detta är en lista över politiska partier i Frankrike.
- CPNT - Chasse, pêche, nature, traditions
- FN - Front National
- LCR - Ligue Communiste révolutionnaire
- LO - Lutte Ouvrière
- MoDem - Mouvement démocrate
- MPF - Mouvement pour la France
- NC - Nouveau Centre
- NPA - Nouveau parti anticapitaliste
- PCF - Parti communiste français
- PG - Parti de gauche
- PRG - Parti radical de gauche
- PS - Parti Socialiste
- RPF - Rassemblement pour la France
- UDB - Union démocratique bretonne
- LR - Les Republicains
- UPR - Union Populaire Républicaine
- La France insoumise